# Alopecosa disca
Alopecosa disca este o specie de păianjeni din genul Alopecosa, familia Lycosidae, descrisă de Tang et al., 1997. Conform Catalogue of Life specia Alopecosa disca nu are subspecii cunoscute.